# Воєводська дорога 103 (Польща)
Воєводська дорога № 103 (пол. Droga wojewódzka) (DW103) — воєводська дорога класу G у північній частині Західнопоморського воєводства, довжиною 36 км, з'єднує Камінь Поморський з Тшебятувом. Дорога пролягає через два повіти: Кам'янський Поморський і Свєжно та Грифіце (Кам'янський і Тшебятувський).

## Допустиме навантаження на вісь
З 13 березня 2021 року допускається рух транспортних засобів з навантаженням на одну ведучу вісь до 11,5 тонн, крім місць, позначених знаком заборони В-19.

## Міста вздовж маршруту 103
- Поморський камінь
- Мокравиця
- Сьвежно
- Цецьмеж
- Папротно
- Церквиця
- Хоментово
- Тшебятув